# Colbert Marlot
Pour les articles homonymes, voir Marlot.
Colbert Marlot, né le 4 mars 1963 à Liévin, est un footballeur puis entraîneur français. Diplômé du DEPF ( Licence Pro UEFA )

## Biographie
Ancien attaquant du club lensois, international espoir et en sélections de jeunes, Colbert Marlot est présent au RC Lens depuis 2001, d'abord responsable des moins de 16 ans, puis de la réserve. C'est un véritable pilier de la formation « à La lensoise » où il aura permis de faire éclore en professionnel des joueurs comme Raphael Varane ou encore Serge Aurier.
À partir de la saison 2006/2007, même s'il fait le lien entre la formation et le groupe professionnel, il est promu entraîneur adjoint de l'équipe première en LIGUE 1. Il y connaitra également la Coupe d'Europe, d'abord aux côtés de Francis Gillot puis Guy Roux, Jean-Pierre Papin ou encore Daniel Leclercq. En 2012, il quitte le Nord de la France pour la Belgique.
Après son aventure de deux saisons à la tête de l'équipe professionnelle de l'AFC Tubize qu'il fait monter de D2 en D1 Belge, il s'engage en juillet 2016 avec le CS Sedan Ardennes en National.
À l'été 2018, Colbert Marlot répond favorablement au projet de la nouvelle direction du Limoges FC (rétrogradé administrativement en National 3), un retour aux sources dans un club où il a terminé sa carrière de joueur et débuté celle d’entraîneur. Malgré de très bons résultats sportifs, le club sera contraint de déposer le bilan en Août 2019. 
Le président de l'AS Beziers, Gérard Rocquet, et ses conseillers ont été « séduits par son profil de bâtisseur et formateur ». À partir de la saison 2021/2022 c'est donc au club Biterrois que le technicien artésien exercera son activité d'entraîneur principal jusqu'en novembre 2021. Le 15 février 2022 il est nommé entraîneur à Arras (Régional 1). Il quitte le club le 16 mai 2023.